# Amphoe Mae Phrik

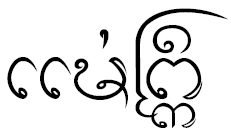
„Mae Phrik“ in Lanna-Schrift

Amphoe Mae Phrik (Thai อำเภอ แม่พริก, Aussprache: ʔāmpʰɤ̄ː mɛ̂ː pʰrík) ist ein Landkreis (Amphoe – Verwaltungs-Distrikt) im südlichen Teil der Provinz Lampang. Die Provinz Lampang liegt in der Nordregion von Thailand. 

## Geographie
Benachbarte Landkreise (von Nordosten im Uhrzeigersinn): die Amphoe Thoen der Provinz Lampang, Sam Ngao der Provinz Tak und Li der Provinz Lamphun.

## Verwaltung

### Provinzverwaltung
Der Landkreis Mae Phrik ist in vier Tambon („Unterbezirke“ oder „Gemeinden“) eingeteilt, die sich weiter in 30 Muban („Dörfer“) unterteilen.
| Nr. | Name                | Thai        | Muban | Einw. |
| --- | ------------------- | ----------- | ----- | ----- |
| 01. | Mae Phrik           | แม่พริก       | 11    | 6.973 |
| 02. | Pha Pang            | ผาปัง        | 05    | 1.609 |
| 03. | Mae Pu              | แม่ปุ         | 06    | 4.122 |
| 04. | Phra Bat Wang Tuang | พระบาทวังตวง | 08    | 3.882 |

### Lokalverwaltung
Es gibt drei Kommunen mit „Kleinstadt“-Status (Thesaban Tambon) im Landkreis:
- Phra Bat Wang Tuang (Thai: เทศบาลตำบลพระบาทวังตวง) bestehend aus dem kompletten Tambon Phra Bat Wang Tuang.
- Mae Pu (Thai: เทศบาลตำบลแม่ปุ) bestehend aus dem kompletten Tambon Mae Pu.
- Mae Phrik (Thai: เทศบาลตำบลแม่พริก) bestehend aus Teilen des Tambon Mae Phrik.

Außerdem gibt es eine „Tambon-Verwaltungsorganisation“ (องค์การบริหารส่วนตำบล – Tambon Administrative Organization, TAO)
- Mae Phrik (Thai: องค์การบริหารส่วนตำบลแม่พริก) bestehend aus dem kompletten Tambon Pha Pang und Teilen des Tambon Mae Phrik.